# Schönow (Bernau bei Berlin)
Schönow è una frazione (Ortsteil) della città tedesca di Bernau bei Berlin, nel Land del Brandeburgo.

## Storia
Nel 2003 il comune di Schönow venne soppresso e aggregato alla città di Bernau bei Berlin.

## Monumenti e luoghi d'interesse
Chiesa (Dorfkirche)Costruzione in mattoni con torre sul lato occidentale, sorge sui resti di una chiesa in pietra di epoca medievale.

## Amministrazione
La frazione di Schönow è rappresentata da un consiglio locale (Ortsbeirat) di 9 membri.